# Walbach
Ne pas confondre avec Wahlbach dans l'arrondissement de Mulhouse
Walbach est une commune française située dans la circonscription administrative du Haut-Rhin et, depuis le 1er janvier 2021, dans le territoire de la Collectivité européenne d'Alsace, en région Grand Est.
Cette commune se trouve dans la région historique et culturelle d'Alsace.
Ses habitants sont appelés les Walbachois et les Walbachoises.

## Géographie
Walbach fait partie de l'arrondissement de Colmar-Ribeauvillé et du canton de Wintzenheim. Le village est situé près de la Fecht, près de la route nationale 83, vers la route qui va de Colmar à Munster. Le bourg est entouré de coteaux couverts de vignobles.
C'est une des 188 communes du parc naturel régional des Ballons des Vosges.
Le village est entouré des communes de Wihr-au-Val, Soultzbach-les-Bains et Wintzenheim.
| Labaroche   | Turckheim | Zimmerbach  |
|             | Wahlbach  |             |
| Wihr-au-Val |           | Wintzenheim |

### Hydrographie
La commune est dans le bassin versant du Rhin au sein du bassin Rhin-Meuse. Elle est drainée par la Fecht,.
La Fecht, d'une longueur de 49 km, prend sa source dans la commune de Metzeral et se jette  dans l'Ill à Illhaeusern, après avoir traversé 19 communes. Les caractéristiques hydrologiques de la Fecht sont données par la station hydrologique située sur la commune de Wihr-au-Val. Le débit moyen mensuel est de 4,34 m3/s. Le débit moyen journalier maximum est de 59,1 m3/s, atteint lors de la crue du 5 janvier 2018. Le débit instantané maximal est quant à lui de 82,9 m3/s, atteint le 4 janvier 2018.

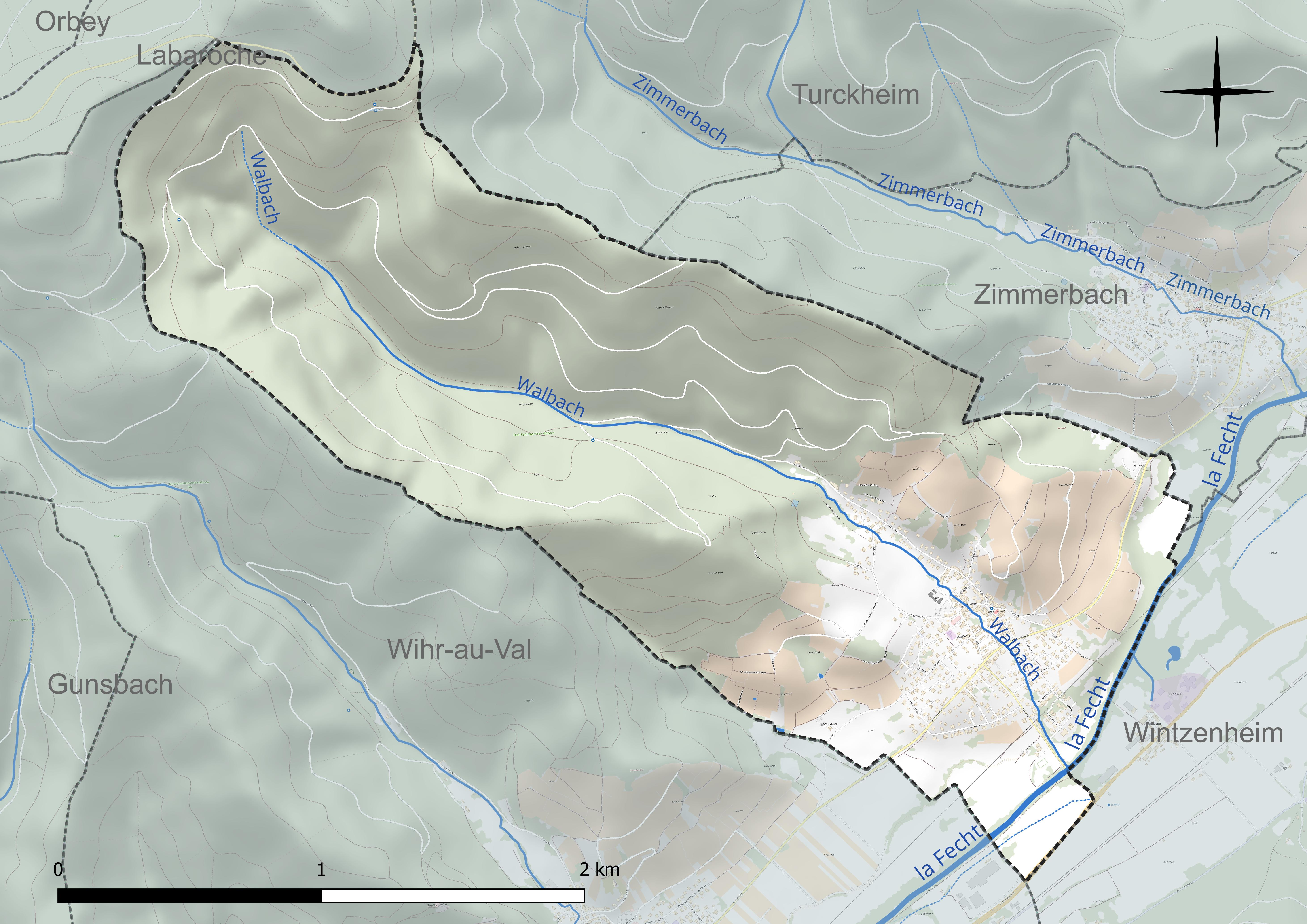
Réseau hydrographique de Walbach.

### Climat
Pour des articles plus généraux, voir Climat du Grand Est et Climat du Haut-Rhin.
En 2010, le climat de la commune est de type climat de montagne, selon une étude du Centre national de la recherche scientifique s'appuyant sur une série de données couvrant la période 1971-2000. En 2020, Météo-France publie une typologie des climats de la France métropolitaine dans laquelle la commune est exposée à un climat semi-continental et est dans la région climatique  Vosges, caractérisée par une pluviométrie très élevée (1 500 à 2 000 mm/an) en toutes saisons et un hiver rude (moins de 1 °C). 
Pour la période 1971-2000, la température annuelle moyenne est de 10,2 °C, avec une amplitude thermique annuelle de 17,3 °C. Le cumul annuel moyen de précipitations est de 918 mm, avec 10,6 jours de précipitations en janvier et 9,7 jours en juillet. Pour la période 1991-2020, la température moyenne annuelle observée sur la station météorologique de Météo-France la plus proche, « Trois-Épis_sapc », sur la commune de Turckheim à 5 km à vol d'oiseau, est de 9,8 °C et le cumul annuel moyen de précipitations est de 804,5 mm. 
La température maximale relevée sur cette station est de 35,7 °C, atteinte le 7 août 2015 ; la température minimale est de −20 °C, atteinte le 13 janvier 1987,,. 
Les paramètres climatiques de la commune ont été estimés pour le milieu du siècle (2041-2070) selon différents scénarios d'émission de gaz à effet de serre à partir des nouvelles projections climatiques de référence DRIAS-2020. Ils sont consultables sur un site dédié publié par Météo-France en novembre 2022.

## Urbanisme

### Typologie
Au 1er janvier 2024, Walbach est catégorisée commune rurale à habitat dispersé, selon la nouvelle grille communale de densité à sept niveaux définie par l'Insee en 2022.
Elle est située hors unité urbaine. Par ailleurs la commune fait partie de l'aire d'attraction de Colmar, dont elle est une commune de la couronne,. Cette aire, qui regroupe 95 communes, est catégorisée dans les aires de 50 000 à moins de 200 000 habitants,.

### Occupation des sols
L'occupation des sols de la commune, telle qu'elle ressort de la base de données européenne d’occupation biophysique des sols Corine Land Cover (CLC), est marquée par l'importance des forêts et milieux semi-naturels (70,9 % en 2018), une proportion sensiblement équivalente à celle de 1990 (71,3 %). La répartition détaillée en 2018 est la suivante : 
forêts (70,9 %), cultures permanentes (17,2 %), zones urbanisées (7,4 %), prairies (2,4 %), terres arables (2,3 %). L'évolution de l’occupation des sols de la commune et de ses infrastructures peut être observée sur les différentes représentations cartographiques du territoire : la carte de Cassini (XVIIIe siècle), la carte d'état-major (1820-1866) et les cartes ou photos aériennes de l'IGN pour la période actuelle (1950 à aujourd'hui).

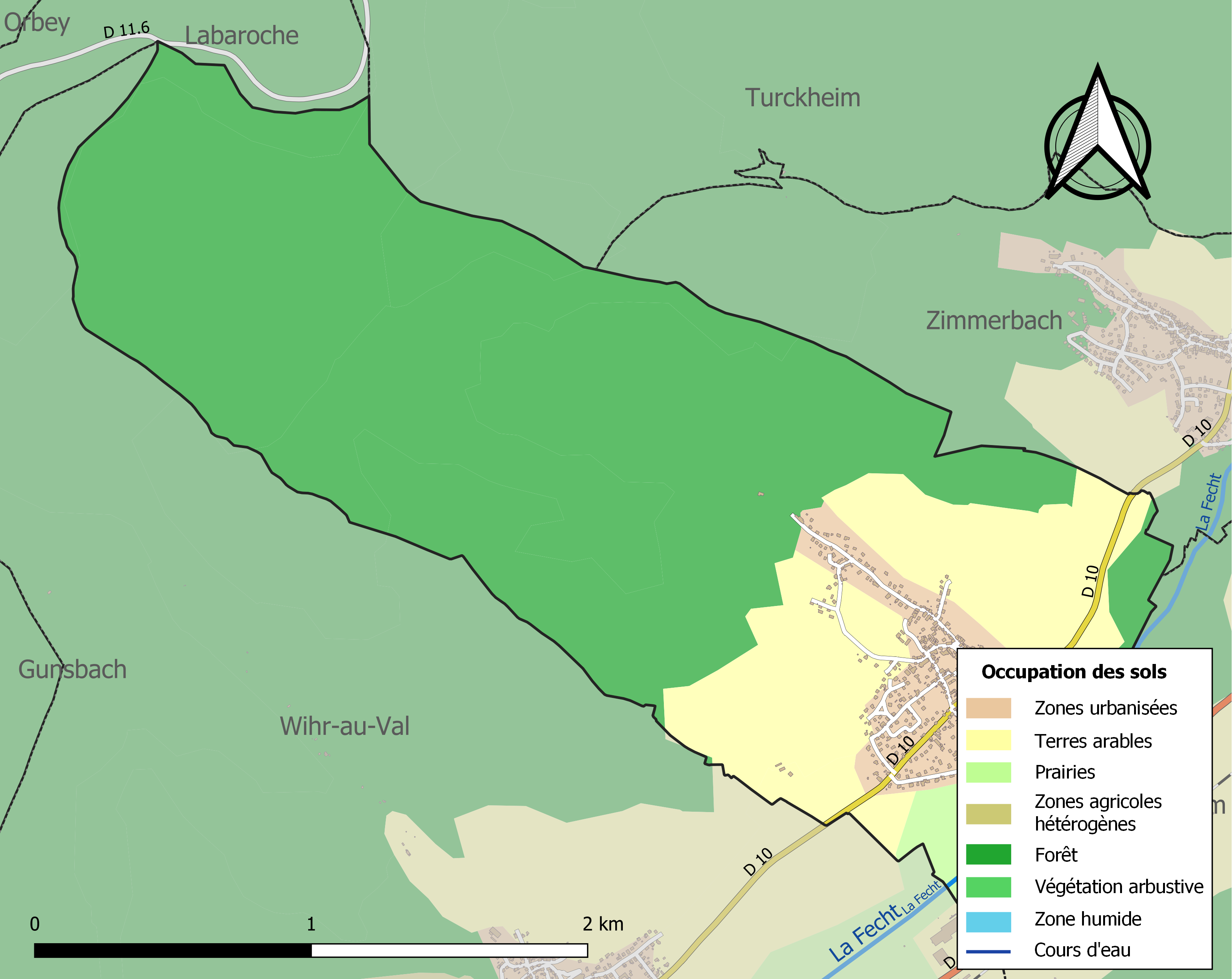
Carte des infrastructures et de l'occupation des sols de la commune en 2018 (CLC).

### Transports
Cette commune est desservie depuis le 3 janvier 2012 par la ligne suivante : Trace
|    |  | Parcours                                                                         | Arrêts dans la commune |
| -- |  | -------------------------------------------------------------------------------- | ---------------------- |
| 25 |  | Trois-Épis - Hunabuhl - Niedermorschwihr / Walbach - Zimmerbach - Théâtre - Gare | Walbach                |

## Histoire
En 1410, les Ribeaupierre, qui ne possédaient jusque-là que la moitié du village, acquièrent l’autre partie des Girsberg. Ils le conservent un peu moins d’un siècle avant de le donner en fief à l’abbaye de Murbach puis, peu de temps après, à la famille de Walbach. À l’extinction de celle-ci en 1559 les Ribeaupierre récupèrent le village, qui passe aux Deux-Ponts-Birkenfeld lorsque la famille disparaît.

## Politique et administration

### Budget et fiscalité 2014
En 2014, le budget de la commune était constitué ainsi :
- total des produits de fonctionnement : 595 000 €, soit 650 € par habitant ;
- total des charges de fonctionnement : 570 000 €, soit 623 € par habitant ;
- total des ressources d’investissement : 352 000 €, soit 385 € par habitant ;
- total des emplois d’investissement : 193 000 €, soit 211 € par habitant ;
- endettement : 354 000 €, soit 388 € par habitant.

Avec les taux de fiscalité suivants :
- taxe d’habitation : 12,02 % ;
- taxe foncière sur les propriétés bâties : 11,80 % ;
- taxe foncière sur les propriétés non bâties : 77,75 % ;
- taxe additionnelle à la taxe foncière sur les propriétés non bâties : 0,00 % ;
- cotisation foncière des entreprises : 0,00 %.

### Liste des maires
| Période                                  | Période  | Identité    | Étiquette | Qualité |
| ---------------------------------------- | -------- | ----------- | --------- | ------- |
| mars 2001                                | En cours | André Beyer |           |         |
| Les données manquantes sont à compléter. |          |             |           |         |

## Démographie
L'évolution du nombre d'habitants est connue à travers les recensements de la population effectués dans la commune depuis 1793. Pour les communes de moins de 10 000 habitants, une enquête de recensement portant sur toute la population est réalisée tous les cinq ans, les populations de référence des années intermédiaires étant quant à elles estimées par interpolation ou extrapolation. Pour la commune, le premier recensement exhaustif entrant dans le cadre du nouveau dispositif a été réalisé en 2008.

En 2022, la commune comptait 926 habitants, en évolution de +3 % par rapport à 2016 (Haut-Rhin : +0,66 %, France hors Mayotte : +2,11 %).
| 1793 | 1800 | 1806 | 1821 | 1831 | 1836 | 1841 | 1846 | 1851 |
| ---- | ---- | ---- | ---- | ---- | ---- | ---- | ---- | ---- |
| 384  | 344  | 449  | 532  | 615  | 660  | 629  | 668  | 616  |

| 1856 | 1861 | 1866 | 1871 | 1875 | 1880 | 1885 | 1890 | 1895 |
| ---- | ---- | ---- | ---- | ---- | ---- | ---- | ---- | ---- |
| 665  | 617  | 685  | 616  | 599  | 624  | 579  | 565  | 545  |

| 1900 | 1905 | 1910 | 1921 | 1926 | 1931 | 1936 | 1946 | 1954 |
| ---- | ---- | ---- | ---- | ---- | ---- | ---- | ---- | ---- |
| 526  | 484  | 491  | 507  | 495  | 515  | 521  | 502  | 474  |

| 1962 | 1968 | 1975 | 1982 | 1990 | 1999 | 2006 | 2008 | 2013 |
| ---- | ---- | ---- | ---- | ---- | ---- | ---- | ---- | ---- |
| 523  | 534  | 583  | 646  | 759  | 930  | 905  | 898  | 866  |

| 2018 | 2022 | - | - | - | - | - | - | - |
| ---- | ---- | - | - | - | - | - | - | - |
| 910  | 926  | - | - | - | - | - | - | - |

## Culture locale et patrimoine

### Lieux et monuments

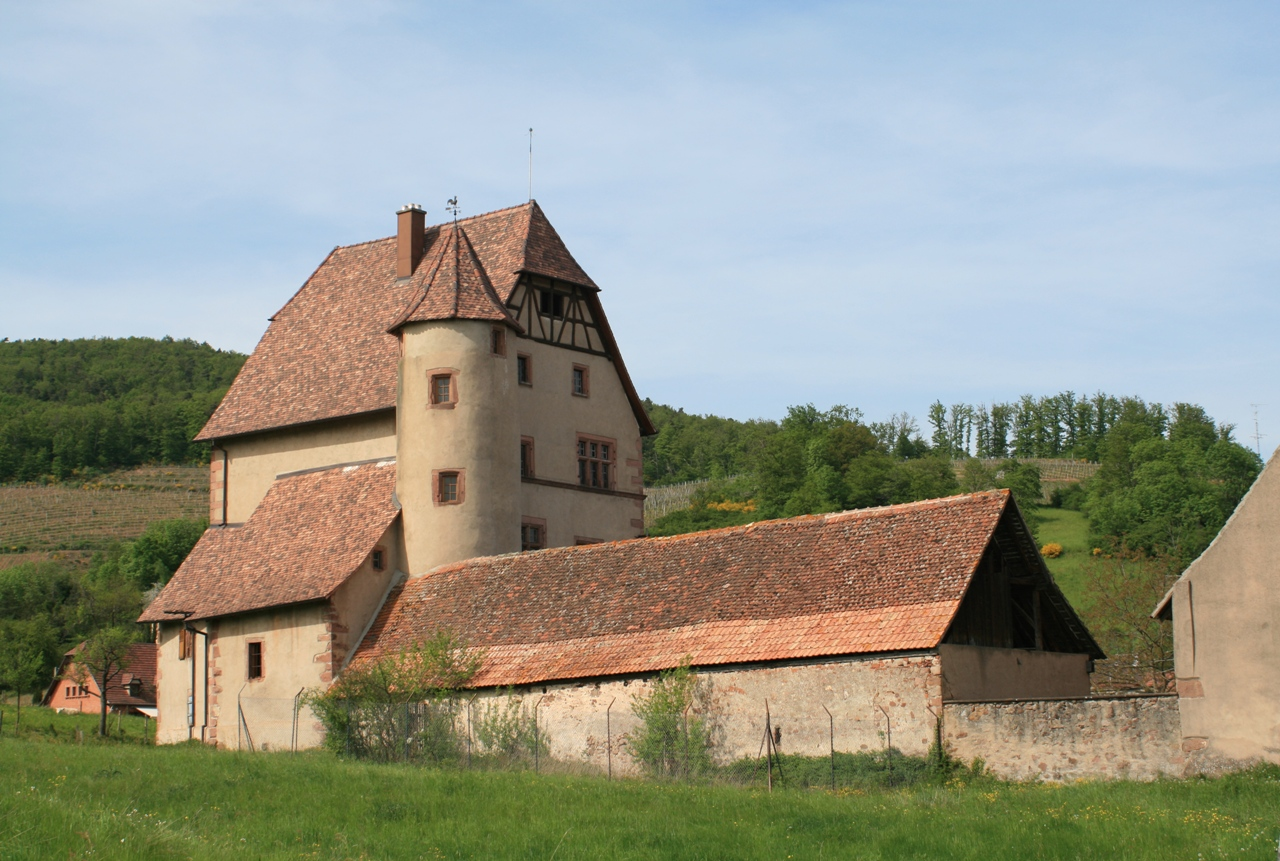
Château de Walbach.
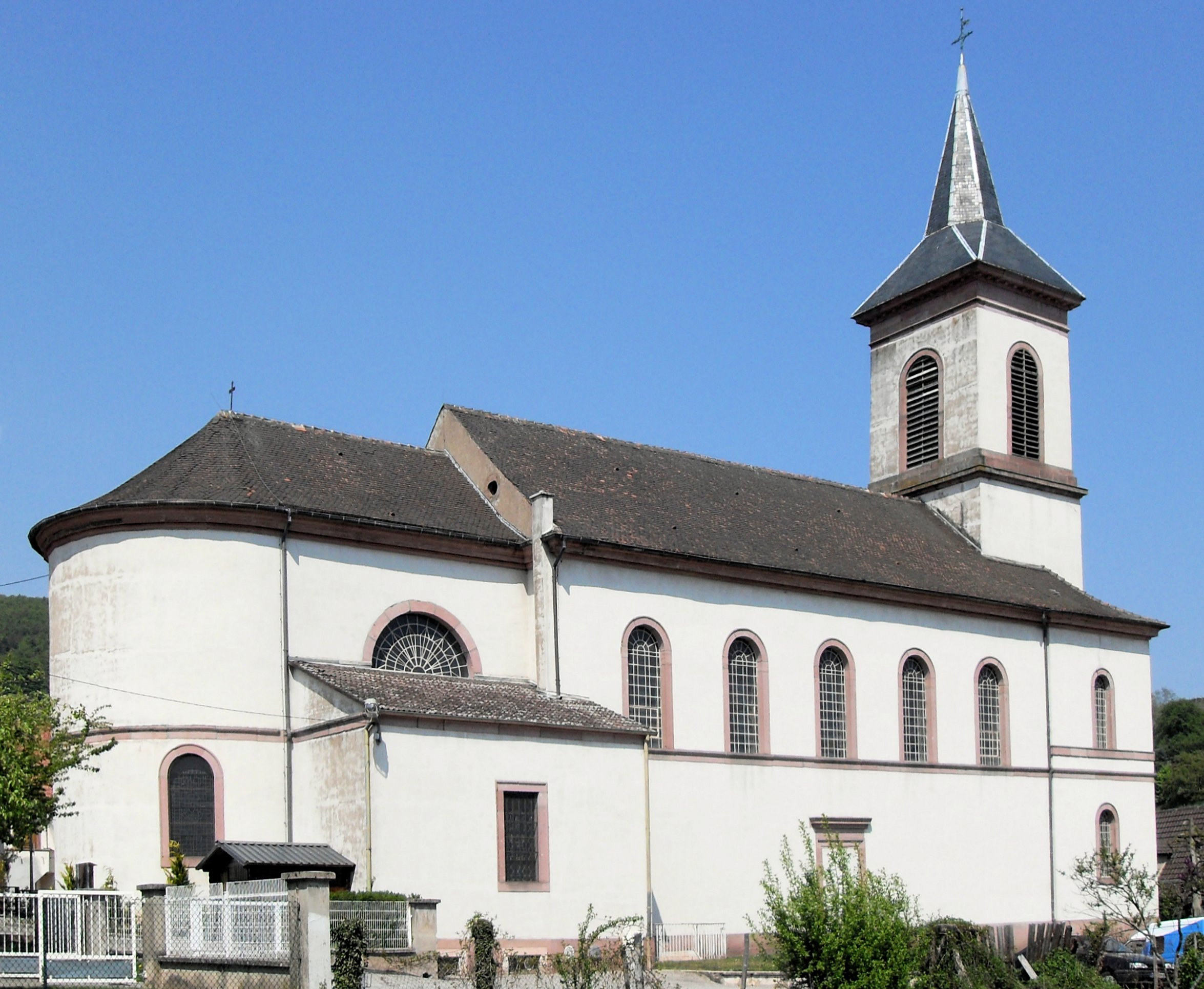
L'église Saint-Jacques-le-Majeur.
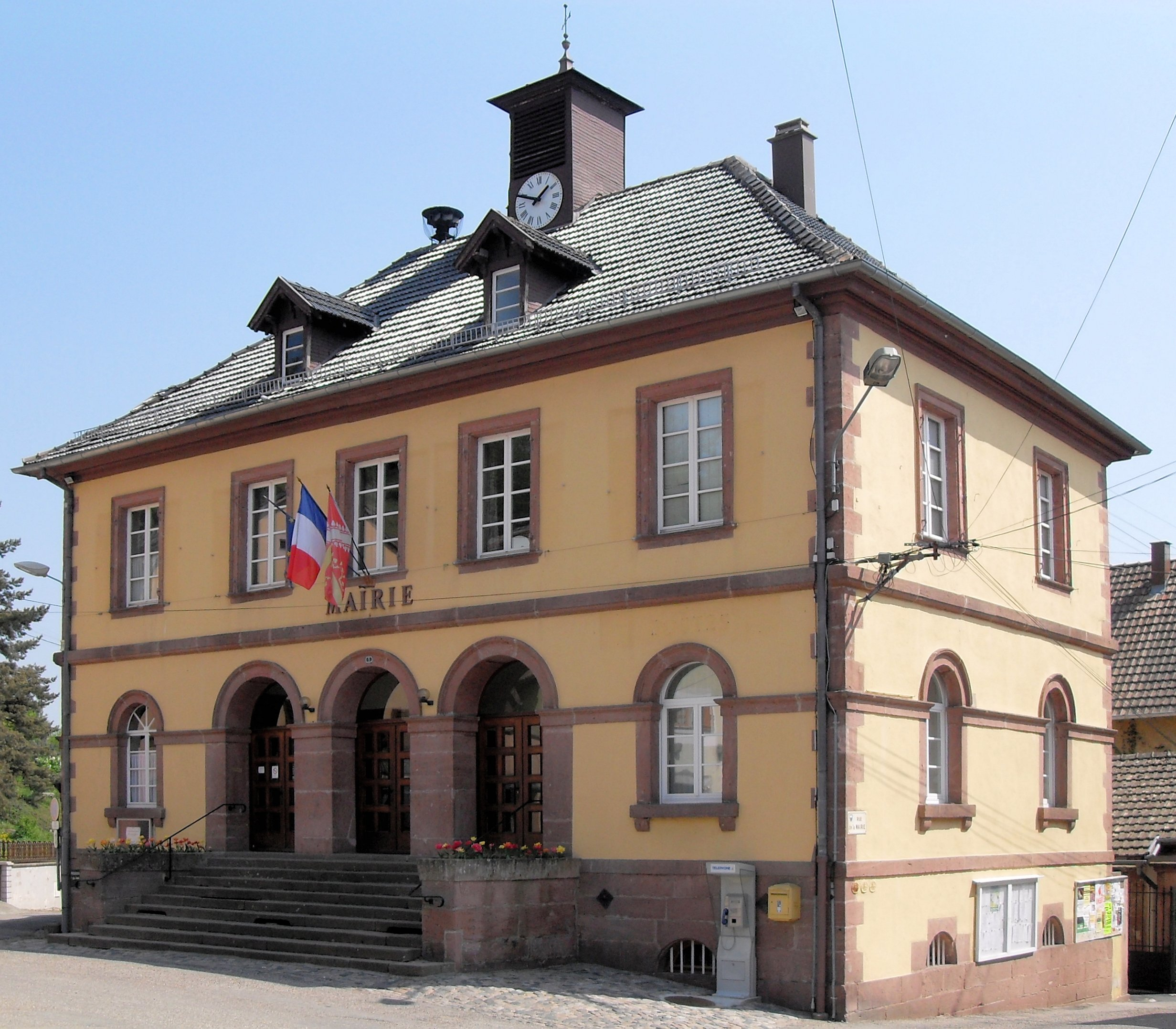
La mairie.

- L'église Saint-Jacques-le-Majeur[24], son grand orgue entièrement reconstruit en 1988-1989 par Antoine Bois, facteur d'orgue à Orbey[25],[26], et le presbytère[27].
- Le monument aux morts[28].
- La mairie-école, actuellement poste et mairie[29].
- Le château rural (Maison-forte), appelé Burgelin, petit château, du XIVe siècle, qui a succédé à une construction mentionnée en 1336[30],[31],[32].

### Personnalités liées à la commune
- Arbogast Martin (1731-1794) : évêque constitutionnel né à Walbach[33],[34].

### Vie associative
La commune de Walbach a accueilli deux camps nationaux des Éclaireurs Unioniste de France, une première fois en 1936 du 7 au 17 août pour les 25 ans du mouvement et une deuxième fois en juillet 1951 à l'occasion de ses 40 ans,.

### Héraldique
| Blason de Walbach | Les armes de Walbach se blasonnent ainsi : « D'azur à la hache à double tranchant d'argent emmanchée d'or. » |